# アサール・エッペリ
アサール・イサエヴィッチ・エッペリ (ロシア語: Аса́р Иса́евич Э́ппель; ラテン文字転写: Asar Isayevich Eppel; 1935年1月11日 - 2012年2月20日) はロシアの作家、翻訳家。ユダヤ系。

## 生涯
エッペリはモスクワ郊外のオスタンキノ地区で生まれた。土木工学研究所で建築を学んだ。ソ連時代は翻訳家として働き、その時期は小説を出版することができなかった。彼は得意なポーランド語でポーランドの作家ブルーノ・シュルツやヴィスワヴァ・シンボルスカの作品を翻訳し、ペトラルカ、ジョヴァンニ・ボッカッチョ、ラドヤード・キップリング、ベルトルト・ブレヒトの詩も翻訳した。
彼のデビュー作は短編集『草の通り』（ニューヨーク、1994年）と、それに続く短編集『わが人生のキノコ』（イェルサレム、1996年）である。この2冊を合わせた著作集が2000年にモスクワで刊行され、ロシアでも知られるようになった。『草の通り』所収の「赤いキャビアのサンドイッチ」は特に有名な作品。
エッペリは77歳の時、モスクワで没した。

## 英語に翻訳された作品
- The Grassy Street, The GLAS Series, Vol 18, 1998.
- Red Caviar Sandwiches, Russian Short Stories from Pushkin to Buida, Penguin Classics, 2005.

## 日本語に翻訳された作品
- 「赤いキャビアのサンドイッチ」沼野充義訳、『ヌマヌマ : はまったら抜けだせない現代ロシア小説傑作選』河出書房新社 2021年 所収 ISBN 978-4-309-20840-4